# Peering
Un peering è un'interconnessione tra due sistemi autonomi appartenenti a Internet Service Provider distinti, che permette ai provider di scambiare traffico tra le loro reti e quelle dei loro clienti.
Nelle reti informatiche, peering è l'interconnessione volontaria tra reti Internet che siano distinte amministrativamente allo scopo di scambiare traffico fra gli utenti di entrambe. La definizione ideale di peering è caratterizzata come settlement-free, bill-and-keep, sender keeps all,  intendendo che nessuno dei due soggetti paga l'altro per lo scambio di traffico, ma ciascuno raccoglie per sé i ricavi dai propri clienti.

## Descrizione

Schema di interconnessione di Autonomous System

Un accordo tra le due o più reti per fare peering è realizzato tramite un'interconnessione fisica delle reti, con scambio di informazioni sulle reti raggiungibili attraverso ognuna di esse per mezzo del protocollo di routing BGP; inoltre solo in un caso su duecento si tratta di un accordo formalizzato contrattualmente.
Al fine di ottimizzare i costi, gli ISP si aggregano nei punti di interscambio, dove con una singola connessione fisica hanno la possibilità di stabilire sessioni di peering con tutti gli altri provider presenti.

## Utilizzo del termine
Pressioni commerciali hanno condotto ad utilizzare talvolta la parola peering per fuorviare intenzionalmente quando una qualche forma di compensazione economica (settlement) viene in realtà richiesta. Di fronte a questa ambiguità, a volte viene usata l'espressione settlement-free peering per indicare esplicitamente il peering non oneroso.